# Кросс Юманите 1948
XI Кросс Юманите состоялся 29 февраля 1948 года в Венсенском лесу. 3 года (1948—1950) уже и советские спортсмены не участвовали в кроссе.
Кроме хозяев соревнований в кроссе участвовали спортсмены Венгрии, Триеста и Югославии. Команда Венгрии прибыла в Париж в 2 часа ночи в день старта; финишировавший 36-м Битезрук из Триеста — в 8 часов утра.
Одарённый физически, чемпион Балканских игр 1946 и 1947 гг. югослав Джордже Стефанович показал во время забега асов свой интеллект и довольно легко выиграл.
Первый круг в большом пелетоне он бежал аккуратно. Умело выйдя из него в начале второго, подтянулся к бежавшим на полной скорости лидерам,.
Первую атаку Стефанович предпринял на третьем круге. Вызов приняли трое: его соотечественник Михалич, венгр Ижоф и Жюльен из Лиона. На 8 километре Стефанович резко ускорился, оторвавшись на десять метров от Ижофа. Проявив усилие, Ижоф вскоре ликвидировал разрыв, Это были его последние силы.
Михалич и Жюльен не приняли рывок .
После нескольких спуртов югославский бегун нанес на одиннадцатом километре окончательный удар. Венгр не смог на него ответить.
| Место | Спортсмен          | Время |
| ----- | ------------------ | ----- |
| 1     | Джордже Стефанович | 42.12 |
| 2     | Алайош Ижоф        | +14   |
| 3     | Франьо Михалич     | +26   |
| 4     | Жюльен Франция A   | +30   |
| 5     | Чепань             | +47   |
| 6     | Л. Патар Лион      |       |
| 7     | Никетта Франция A  |       |
| 8     | Бела Немет         |       |
| 9     | Русовский          |       |
| 10    | Мюсле Франция B    |       |
| 11    | Здравко Церадж     |       |
| 12    | Басич              |       |
| 13    | Перес Франция B    |       |
| 14    | Дьюла Пензеш       |       |
| 15    | Ле Ноэ Франция A   |       |
| 16    | Месараш            |       |
| 17    | Ж. Патар Франция B |       |
| 18    | Канова Франция B   |       |
| 19    | Фрањо Крайцар      |       |
| 20    | Ожер Франция B     |       |
| …     | …                  | …     |

| Место | Спортсменка       | Время |
| ----- | ----------------- | ----- |
| 1     | Илона Зубек       | 10.21 |
| 2     | Монгийон US Méry  | +7    |
| 3     | Мальре Франция A  | +8    |
| 4     | Кавело            | +9    |
| 5     | Яновски           | +10   |
| 6     | Деспрез Тур       |       |
| 7     | Ноблин            |       |
| 8     | Бабино            |       |
| 9     | Гейтон Альфорвиль |       |
| 10    | Гетт Вазье        |       |
| 11    | Мош               |       |
| 12    | Ле Ноэ Анжвиллер  |       |
| 13    | Брудик            |       |
| 14    | Эстен Сюрен       |       |
| 15    | Ле Бушер Монтрё   |       |
| …     | …                 | …     |

| Место | Команда   | Состав                                                                   | Очки |
| ----- | --------- | ------------------------------------------------------------------------ | ---- |
| 1     | Венгрия   | Алайош Ижоф — 2 Чепань — 5 Бела Немет — 8 Русовский — 9                  | 24   |
| 2     | Югославия | Джордже Стефанович — 1 Франьо Михалич — 3 Здравко Церадж — 11 Басич — 12 | 27   |
| 3     | Франция A | Жюльен — 4 Никетта — 7 Ле Ноэ — 15 … — 21                                | 47   |

| Место | Команда | Состав                                      | Очки |
| ----- | ------- | ------------------------------------------- | ---- |
| 1     | Франция | Мальре — 3 Деспрез — 6 Ноблин — 7[уточнить] | 16   |
| 2     | Венгрия | Илона Зубек — 1 Яновски — 5 Бокори — 17     | 24   |

| Место | Команда | Состав | Очки |
| ----- | ------- | ------ | ---- |
| 1     | Франция | …      | …    |
| 2     | Венгрия | …      | …    |